# Dunkelblitz
Der Dunkelblitz (auch: Schwarzblitz) ist eine Technik der Infrarotfotografie.

## Vorgehen
Bei der Dunkelblitz-Methode benutzt man anstatt eines Infrarotfilters vor dem Objektiv eine Infrarotfilterfolie vor dem Blitz. Dadurch wird der Blitz unsichtbar, nur wenn man direkt in den Reflektor schaut, lässt sich ein rötliches Aufleuchten erkennen. Während also bei der gewöhnlichen Infrarotfotografie das sichtbare Licht vor dem Objektiv ausgefiltert und somit vom Film oder Sensor ferngehalten wird,  beleuchtet man bei der Dunkelblitzmethode das Motiv von vornherein nur mit Infrarot. Dabei muss die Folie allerdings einen großen Teil des Blitzlichtes zurückhalten, was sie enorm belastet und infolgedessen sehr schnell ausbleichen lässt.

## Anwendung
Mit der Dunkelblitzmethode lassen sich Menschen in Dunkelheit, etwa Kinobesucher während der Vorführung unbemerkt fotografieren. Allerdings werden ihre Gesichter dabei unnatürlich dargestellt, weswegen diese Technik in der Amateurfotografie eine nur minimale Bedeutung besitzt. Da die Darstellung von Personen aber ausreicht, um diese zu identifizieren, setzte die Staatssicherheit der DDR die Dunkelblitzmethode für Observationsaufnahmen ein. Auch scheue Nachttiere lassen sich so gut dokumentieren.
2010 wurde in Berlin im Tunnel Britz eine Radarfalle installiert, die unerlaubt schnell fahrende Autofahrer fotografiert, ohne dass diese es merken („Schwarzblitzer“).